# Арлеть (река)
Арлеть (удм. Алнэд) — река в России, протекает в Республике Удмуртия. Устье реки находится в 214 км по левому берегу реки Кильмезь. Длина реки составляет 51 км, площадь водосборного бассейна 497 км². В 4,8 км от устья принимает справа реку Узинка, в 13 км принимает справа реку Кыркызья.
Исток реки в Увинском районе к северо-востоку от села Сям-Можга и в 19 км к северо-западу от посёлка Ува. Вскоре после истока перетекает в Селтинский район, где протекает деревни Мугло, Гобгурт, Вутно, Старая Монья, Чашкагурт, Покровцы, Кейлуд-Зюнья, Рязаново, Рожки, а также ряд нежилых. В низовьях образует границу Селтинского и Игринского районов. Генеральное направление течения — северо-восток, в низовьях — север. Впадает в Кильмезь ниже посёлка Магистральный (до 2005 года — Арлеть). Притоки — Узинка, Кыркызья (правые); Силепурка, Аяшур, Вутно (левые).
Средний уклон реки составляет 1,7 м/км, скорость течения около 0,2 м/с. Ширина реки в низовьях составляет 15 — 20 м, в среднем течении 6 — 12 м.

## Данные водного реестра
По данным государственного водного реестра России относится к Камскому бассейновому округу, водохозяйственный участок реки — Вятка от водомерного поста посёлка городского типа Аркуль до города Вятские Поляны, речной подбассейн реки — Вятка. Речной бассейн реки — Кама.
Код объекта в государственном водном реестре — 10010300512111100038668.